# Kingsley Holt
Kingsley Holt – wieś w Anglii, w hrabstwie Staffordshire. Leży 14,4 km od miasta Stoke-on-Trent, 24,9 km od miasta Stafford i 210,3 km od Londynu. W 2016 miejscowość liczyła 595 mieszkańców.